# Alen Bešić
Alen Bešić (17. maj 1975, Bihać, SFRJ) je srpski pesnik, književni kritičar i prevodilac bosanskohercegovačkog porekla.

## Biografija
Bešić je diplomirao na Odseku za srpsku književnost i jezik Filozofskog fakulteta u Novom Sadu 2006. godine. Objavljivao je književne kritike i eseje u časopisima i listovima kao što su Povelja, Beogradski književni časopis, Razvitak, Zlatna greda, Letopis Matice srpske, Ulaznica, Gradina, Severni bunker, Reč, Književne novine, Književnost, Dnevnik i Politika. Objavio je četiri knjige poezije, kao i dve knjige izabranih književnih kritika i eseja.
Od 2007. godine radi kao urednik časopisa za književnost i teoriju Polja, a od 2012. i kao urednik izdavačke delatnosti Kulturnog centra Novog Sada. Član je Srpskog književnog društva i Udruženja književnih prevodilaca Srbije. Pesme su mu prevođene na engleski, francuski, makedonski, ruski, mađarski, slovenački i nemački jezik. Živi u Novom Sadu.

## Dela
1. Poezija
- U filigranu rez (Književna omladina Srbije, Beograd, 1998).
- Način dima (NB „Stefan Prvovenčani“, Kraljevo, 2004),  86-83047-39-3.[8]
- Golo srce (NB „Stefan Prvovenčani“, Kraljevo, 2012),  978-86-81355-32-9.[тражи се извор]
- Hronika sitnica: izabrane pjesme (VBR Grafika, Bijelo Polje, 2014),  978-9940-656-06-5.

2. Književna kritika i eseji:
- Lavirinti čitanja: kritike i ogledi o savremenom pesništvu (Agora, Zrenjanin, 2006),  86-84599-35-7.
- Neponovljivi obrazac (Službeni glasnik, Beograd, 2012),  978-86-519-1242-2.

3. Prevodi sa engleskog (izbor):
- Džin Ris, Široko Sargaško more (Agora, Zrenjanin, 2006),  86-84599-44-6.

- Džamejka Kinkejd, Na dnu reke (Agora, Zrenjanin, 2008),  978-86-84599-56-0.

- Džamejka Kinkejd, Lusi (Agora, Zrenjanin, 2008),  978-86-84599-88-1.

- Džamejka Kinkejd, Autobiografija moje majke (Agora, Zrenjanin, 2010),  978-86-6053-014-3.

- Eni Pru, Potaman: priče iz Vajominga 3 (Agora, Zrenjanin, 2010),  978-86-6053-038-9.

- Džojs Kerol Outs, Lepotica (Agora, Zrenjanin, 2010),  978-86-6053-059-4.

- Božidar Jezernik (ur.), Imaginarni Turčin (zajedno sa Igorom Cvijanovićem, Biblioteka XX vek: Knjižara Krug, Beograd, 2010),  978-86-7562-094-5.

- Džon Fauls, Mantisa (Agora, Zrenjanin, 2011),  978-86-6053-083-9.

- Džon Ralston Sol, Propast globalizma i preoblikovanje sveta (zajedno sa Igorom Cvijanovićem, Arhipelag, Beograd, 2011),  978-86-523-0018-1.

- Ketrin Bejker, Zvuci granice: popularna muzika, rat i nacionalizam u Hrvatskoj posle 1991 (zajedno sa Igorom Cvijanovićem, Biblioteka XX vek: Knjižara Krug, Beograd, 2011),  978-86-7562-101-0.

- Brus Četvin, Na Crnom bregu (Agora, Zrenjanin, 2013),  978-86-6053-120-1.

- Džamejka Kinkejd, Gle Sad Onda (Agora, Zrenjanin, 2014),  978-86-6053-133-1.
- Luiz Glik, Averno (Kontrast izdavaštvo, Beograd, 2023) ISBN: 9788660362171
- Luiz Glik, Divlji ris (Kontrast izdavaštvo, Beograd, 2023) ISBN: 9788660362164

4. Priredio:
- Ana Ristović, P. S. : izabrane pesme (NB „Stefan Prvovenčani“, Kraljevo, 2009),  978-86-81355-02-2.

- Dragoslav Dedović, Za klavir i didžeridu: izabrane i nove pjesme (Altera, Beograd, 2010),  978-86-6007-072-4.

## Nagrade
- Nagrada Društva književnika Vojvodine za prevod godine, za roman Lepotica Džojs Kerol Outs, 2011.

- Nagrada „Branko Miljković”, za knjigu Golo srce, 2012.

- Nagrada „Risto Ratković”, za knjigu Golo srce, 2012.

- Nagrada „Miloš N. Đurić”, za prevod knjige izabranih pesama Tonija Hoglanda Nemoj reći nikome, 2015.